# Llanfihangel-y-Pennant
Llanfihangel-y-Pennant är en ort och community i Storbritannien.   Den ligger i kommunen Gwynedd och riksdelen Wales, i den södra delen av landet, 290 km väster om huvudstaden London. Antalet invånare är 339.